# Arturo Coddou
Arturo Coddou (1905. január 14. – 1955.) chilei válogatott labdarúgó.
A chilei válogatott tagjaként részt vett az 1930-as világbajnokságon.

## Külső hivatkozások
- Arturo Coddou a FIFA.com honlapján Archiválva 2015. február 6-i dátummal a Wayback Machine-ben

1. ↑  FBref